# Me Porto Bonito
«Me Porto Bonito» — песня пуэрто-риканского рэпера Бэд Банни и пуэрто-риканского певца Ченчо Корлеоне. Она стала пятым синглом рэпера с альбома «Un Verano Sin Ti» 2022 года после «Callaíta», «Moscow Mule», «Tití Me Preguntó» и «Después de la Playa». Авторами песни являются Бэд Банни и Ченчо Корлеоне, а продюсерами этой песни выступили MAG, Subelo NEO, La Paciencia и Lennex.

## История и лирика песни
Во время интервью с пуэрториканцем Ченте Идрахом Банни объяснил, что «Me Porto Bonito» был записан сразу после того, как он посетил Met Gala в Нью-Йорке. Он признался, что даже ходил в студию в том же наряде и с той же прической. «Когда я писал эту песню, я не думал ни о ком, кроме него. Если бы не он, я бы не собирался выпускать песню», — заявил он. В тексте песни участвуют два рассказчика, которых привлекла красивая женщина, которую они убедили опубликовать селфи, чтобы продемонстрировать, насколько эта женщина сексуальна. Кроме того, оба мужчины обещают хорошо вести себя с женщиной, если их попросят.

## Промо и релиз
2 мая 2022 года Бэд Банни анонсировал свой пятый студийный альбом «Un Verano Sin Ti», в котором песня занимает третье место в трек-листе. Релиз альбома состоялся 6 мая 2022 года на лейбе Rimas Entertainment, а после состоялся релиз «Me Porto Bonito» 20 июня 2022 года как пятого сингла с альбома вместе с видеоклипом на YouTube.

## Чарты
| Чарт (2022)                          | Высшая позиция |
| ------------------------------------ | -------------- |
| Аргентина (Argentina Hot 100)        | 4              |
| Боливия (Billboard)                  | 1              |
| Канада (Billboard Canadian Hot 100)  | 68             |
| Чили (Billboard)                     | 1              |
| Колумбия (Billboard)                 | 1              |
| Эквадор (Billboard)                  | 1              |
| Мир (Billboard Global 200)           | 2              |
| Италия (FIMI)                        | 95             |
| Мексика (Billboard)                  | 1              |
| Мексика Streaming (AMPROFON)         | 1              |
| Перу (Billboard)                     | 1              |
| Португалия (AFP)                     | 52             |
| Испания (PROMUSICAE)                 | 2              |
| Швейцария (Schweizer Hitparade)      | 72             |
| США (Billboard Hot 100)              | 6              |
| США (Billboard Hot Latin Songs)      | 1              |
| США (Billboard Latin Rhythm Airplay) | 1              |

## Сертификация
| Регион                                                                      | Сертификация  | Продажи |
| --------------------------------------------------------------------------- | ------------- | ------- |
| Франция (SNEP)                                                              | Золотой       | 100 000 |
| Италия (FIMI)                                                               | Платиновый    | 100 000 |
| Португалия (AFP)                                                            | 2× Платиновый | 20 000  |
| Испания (PROMUSICAE)                                                        | 8× Платиновый | 480 000 |
| Данные о продажах + прослушиваниях приведены только на основе сертификации. |               |         |